# Wailaki
El wailaki és una llengua atapascana extingida que havien parlat els quatre pobles atapascans del riu Eel, actualment situats a la reserva índia Round Valley. Està dividida en quatre dialectes, el sinkyone, wailaki pròpiament dit, nongatl i lassik.